# Hugues Obry
Hugues Obry (n. 19 mai 1973, Enghien-les-Bains⁠(d), Région parisienne, Franța) este un fost scrimer francez specializat pe spadă,  vicecampion olimpic la Sydney 2000, campion mondial și campion european în 1998. Cu echipa Franței, a fost campion olimpic la Sydney 2004, și dublu campion mondial în 1999 și în 2002. În prezent este antrenor principal lotului olimpic francez de spadă masculin.